# Suzanne Devoyod
Suzanne Blanche Devoyod, née le 27 août 1866 à Paris 5e et morte le 10 janvier 1954 à Paris 17e, est une actrice française.

## Biographie
Suzanne Devoyod est la fille de la comédienne Élise Devoyod, - de son vrai prénom Pierrette Louise - (1er juillet 1838 à Lyon - 29 juin 1912 à Cannes), et la sœur de la comédienne Marthe Augustine Caroline Devoyod, (27/10/1862- ?). Elle a entretenu une liaison avec Georges Clemenceau.
Élève au Conservatoire de Paris, elle débute au théâtre de l'Odéon puis se produit au théâtre Antoine, au Vaudeville, à la Gaîté, à l'Ambigu et à la Porte-Saint-Martin.
Elle est engagée en 1907 à la Comédie-Française, dont elle devient la 357e sociétaire en 1920. Elle prend sa retraite en 1936.

## Théâtre

### Hors Comédie-Française
- 1899 : L'Avenir de Georges Ancey, mise en scène André Antoine, théâtre Antoine : Jeanne
- 1899 : La Nouvelle idole de François de Curel, mise en scène André Antoine, théâtre Antoine : Louise Donnat
- 1902 : L'Enquête de Georges-Henri Roger, mise en scène André Antoine, théâtre Antoine : la femme de l'inculpé
- 1906 : La Tourmente de Maurice Landay et Jean Valdier, théâtre de l'Ambigu-Comique : Mme Fargey
- 1906 : La Préférée de Lucien Descaves, théâtre de l'Odéon : Thérèse Charlier
- 1907 : Petit-Jean de Georges de Buysieulx et Roger Max, théâtre Marigny : Françoise de Marsange

### Comédie-Française
Entrée à la Comédie-Française en 1907
Nommée 357e sociétaire en 1920
Départ en 1936
- 1907 : L'Autre de Paul et Victor Margueritte : Mme Chatel
- 1908 : Amoureuse de Georges de Porto-Riche : Catherine Villiers
- 1909 : Les Femmes savantes de Molière : Philaminte
- 1911 : Cher maître de Fernand Vandérem : Mme Bouchotte
- 1911 : Primerose de Gaston Arman de Caillavet et Robert de Flers
- 1912 : Antony d'Alexandre Dumas : Clara
- 1914 : Les Femmes savantes de Molière : Philaminte
- 1916 : Le Misanthrope de Molière : Arsinoé
- 1919 : Les Sœurs d'amour de Henry Bataille : Mme Desroyer
- 1920 : Juliette et Roméo d'André Rivoire d'après William Shakespeare : Lady Capulet
- 1920 : Paraître de Maurice Donnay : Mme Deguingois
- 1920 : Les Deux Écoles d'Alfred Capus : Mme Joulin
- 1920 : Maman Colibri d'Henry Bataille : Mme Ledoux
- 1922 : Le Bourgeois gentilhomme de Molière : Mme Jourdain
- 1922 : L'Abbé Constantin d'Hector Crémieux et Pierre Decourcelle d'après Ludovic Halévy : Comtesse de Lavarden
- 1922 : L'Amour veille de Gaston Arman de Caillavet et Robert de Flers : la marquise de Juvigny
- 1923 : Barberine d'Alfred de Musset, mise en scène Émile Fabre : la reine
- 1923 : Le Klephte d'Abraham Dreyfus : Amélie
- 1923 : La Veille du bonheur de François de Nion et Georges de Buysieulx : la Marquise
- 1924 : Louison d'Alfred de Musset : la maréchale
- 1924 : La Reprise de Maurice Donnay : Mme Gouverneur
- 1925 : Les Corbeaux de Henry Becque : Mme Vigneron
- 1926 : Il ne faut jurer de rien d'Alfred de Musset, mise en scène Pierre Fresnay : la baronne
- 1927 : Ruy Blas de Victor Hugo : la camerera mayor
- 1928 : Le Philosophe sans le savoir de Michel-Jean Sedaine : Une marquise
- 1931 : Le Monde où l'on s'ennuie d'Édouard Pailleron : La duchesse de Réville
- 1932 : Mademoiselle de La Seiglière de Jules Sandeau : La baronne de Vaubert
- 1936 : La Rabouilleuse d'Émile Fabre d'après Honoré de Balzac, mise en scène Émile Fabre : Mme Bridau

## Filmographie
- 1920 : L'Ami Fritz de René Hervil : adaptation
- 1931 : Monsieur le duc de Jean de Limur : la marquise
- 1933 : La Margoton du bataillon de Jacques Darmont : Mme Carpillon, la directrice du pensionnat
- 1938 : La Tragédie impériale de Marcel L'Herbier : la supérieure du couvent
- 1939 : Entente cordiale de Marcel L'Herbier : une dame d'honneur